# 皇家街 (新奥尔良)

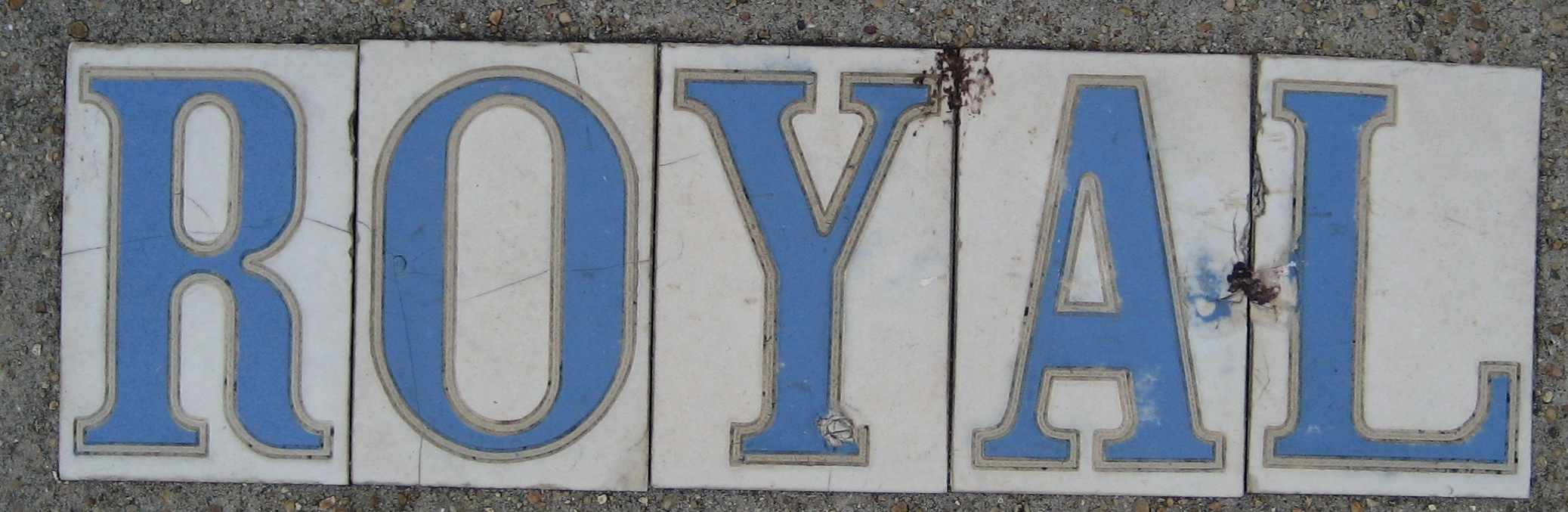
路牌

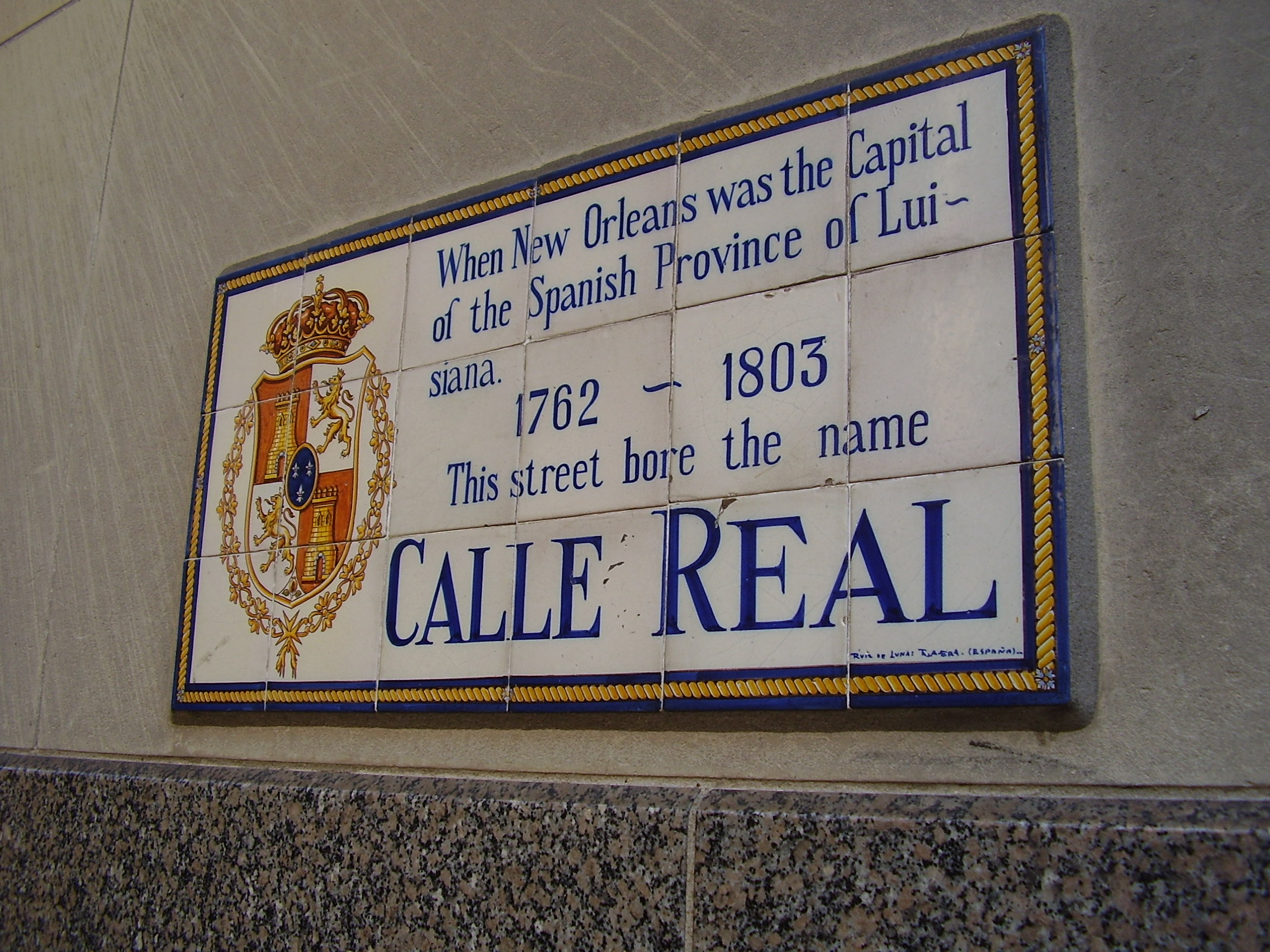
西班牙语名称

皇家街（英語：Royal Street）是新奥尔良最古老的街道之一，可追溯到法国殖民时代，以两侧的古玩店，艺术画廊和豪华酒店著称。它也是法国区除波旁街以外最为游客熟悉的街道。
这条街起于运河街，接圣查尔斯大道，然后经过法国区、Faubourg Marigny、拜沃特（Bywater）和Lower 9th Ward区到杰克逊军营。
在2005年卡特里娜飓风中，该市的大部分遭到灾难性的破坏，但是皇家街靠近密西西比河大堤，地势较高，水浸较轻微，局限于街道，大部分人行道和商店免于浸水。在风暴后，大部分法国城并未被毁，许多古玩店得以幸存。
1. ↑  Edward Branley. . GoNOLA.com. 2012-12-10  [2023-07-02]. （原始内容存档于2023-07-02） （美国英语）.